# Patialo
Patialo is een bestuurslaag in het regentschap Mandailing Natal van de provincie Noord-Sumatra, Indonesië. Patialo telt 408 inwoners (volkstelling 2010).